# Голованов, Лев Викторович
Лев Ви́кторович Голова́нов (21 сентября 1926, Хельсинки — 4 ноября 2015, Москва) — советский российский танцовщик (артист балета), хореограф, педагог. Народный артист СССР (1981). Лауреат Сталинской премии первой степени (1952).

## Биография
Родился 21 сентября 1926 года (по другим источникам — 24 сентября и 27 ноября) в Хельсинки (Финляндия).
В 1947 году окончил Хореографическое училище при ГАБТ СССР (ныне Московская академия хореографии).
С 1943 года — солист Государственного ансамбля народного танца под руководством И. Моисеева, с 1982 — ассистент балетмейстера, в дальнейшем — репетитор по балету ансамбля. Танцевал до 60 лет. Работал в ансамбле 72 года.
Гастролировал с коллективом в США в 1958 году.
Был также постановщиком танцев в Государственном ансамбле танца «Сувенир» Московской областной филармонии.
С 1980 по 1983 год — руководитель курса «Искусство балетмейстера» в ГИТИСе (ныне Российский институт театрального искусства — ГИТИС) (профессор).
Член КПСС с 1954 года.
Скончался 4 ноября 2015 года в Москве. Похоронен на кладбище посёлка Некрасовский (Катуар) Дмитровского района Московской области, рядом с матерью и женой.

### Семья
- Жена — Тамара Сергеевна Голованова (1924—2010), художественный руководитель Государственного ансамбля танца «Сувенир» Московской областной филармонии, с 1941 по 1968 годы — солистка Государственного ансамбля народного танца под руководством И. Моисеева, народная артистка РСФСР.

## Постановки
- 2 ноября 1958 — «Почему улыбались звёзды» А. Е. Корнейчука в постановке Б. И. Равенских, композитор В. И. Мурадели, Малый театр.

## Награды и звания
- Заслуженный артист РСФСР (17 июля 1957)
- Народный артист РСФСР (9 августа 1958)
- Народный артист СССР (1981)
- Сталинская премия первой степени (1952) — за концертно-исполнительскую деятельность в составе ГААНТ
- Премия Правительства Российской Федерации в области культуры за 2014 год (2015) — за цикл концертных программ «Классика Игоря Моисеева»
- Орден Трудового Красного Знамени (1976)
- Орден Дружбы народов (1986)
- Орден Почёта (1996)
- Орден «За заслуги перед Отечеством» IV степени (2001)
- Орден «За заслуги перед Отечеством» III степени (2006) — за выдающийся вклад в развитие отечественного хореографического искусства и многолетнюю творческую деятельность
- Почётная грамота Президента Российской Федерации (17 января 2012) — за большой вклад в развитие отечественного хореографического искусства и многолетнюю творческую деятельность[6]
- Медаль «Ветеран труда» (1983)
- Серебряный Крест Заслуги (2 июля 1946, Польша)[7]
- Премия журнала «Балет» — «Душа танца» в номинации «Мэтр танца»